# Thecla episcopalis
Thecla episcopalis är en fjärilsart som beskrevs av Anton Heinrich Fassl 1912. Thecla episcopalis ingår i släktet Thecla och familjen juvelvingar. Inga underarter finns listade i Catalogue of Life.